# Ut antea
Ut antea es una frase en latín que literalmente significa "como antes".
Se usa para expresar que un hecho se ha realizado en la misma forma, lugar, fecha, etc. que se ha dicho ya anteriormente en la misma hoja de papel o página del libro en que se escribe o se lee.